# Hierodula schultzei
Hierodula schultzei är en bönsyrseart som beskrevs av Giglio-tos 1912. Hierodula schultzei ingår i släktet Hierodula och familjen Mantidae.

## Underarter
Arten delas in i följande underarter:
- H. s. schultzei
- H. s. brevis